# Zwei Mädchen an der Lijnbaansgracht in Amsterdam

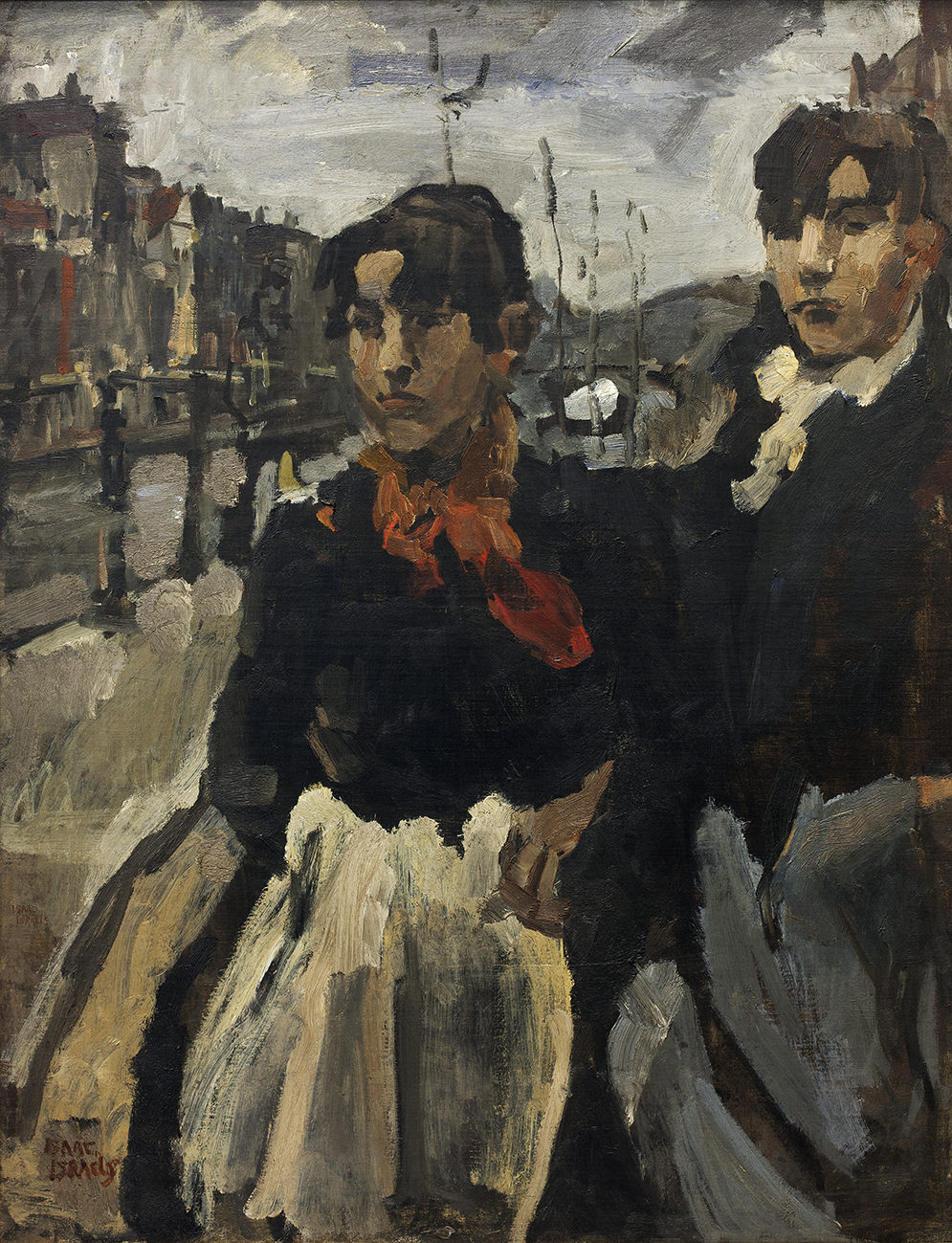
Isaac Israëls, Zwei Mädchen an der Lijnbaansgracht in Amsterdam, 1894, Groninger Museum

Zwei Mädchen an der Lijnbaansgracht in Amsterdam (Originaltitel: Twee meiden op de Lijnbaansgracht te Amsterdam) ist ein Ölgemälde des niederländischen Künstlers Isaac Israëls aus dem Jahr 1894. Es zeigt zwei junge Frauen, die sich unterhakend an einem der Kanäle in Amsterdam entlang spazieren,  und ist der damals jungen Kunstströmung Amsterdamer Impressionismus zuzuordnen. Das 101 × 78 cm große Bild wird als Leihgabe der Stiftung  J.B. Scholtenfonds im Groninger Museum in den Niederlanden aufbewahrt.

## Bildbeschreibung
Der Künstler wählte für seine Darstellung ein hochrechteckiges Bildformat, Leinwand als Bildträger und Ölfarbe als Malstoff. Zu sehen sind zwei weibliche Personen vor einer für Amsterdam typischen Gracht. Die entlang des Kanals spazierenden jungen Frauen nehmen etwa drei Viertel des Bildraums ein. Sie sind dunkel gekleidet und tragen jede über einem Arm einen helleren Überwurf, ob Jacke oder Mantel, ist nicht zu erkennen. Ihr schwarzes Haar ist hochgesteckt, der Nacken durch ein rotes sowie weißes Halstuch vor der kühlen Luft geschützt. Der Maler hat die beiden Personen auf der rechten Seite des Gemäldes platziert. Der sich links von ihnen erstreckende Kanal mit der gegenüberliegenden Zeile charakteristischer Giebelhäuser führt den Blick in die Tiefe des Bildraums. Zwischen den Köpfen wird eine in der Ferne gelegene Kanalbrücke erkennbar. Der Farbauftrag ist pastos, die Oberfläche uneben, die Pinselspur deutlich erkennbar. Bei der Farbigkeit dominieren Schwarz, Grau und Weiß. So wird das rote Halstuch im Schnittpunkt der Bilddiagonalen zum Blickfänger. Die Signatur ISAAC ISRAELS befindet sich am linken unteren Bildrand.

## Hintergrund

### Israëls auf den Straßen Amsterdams

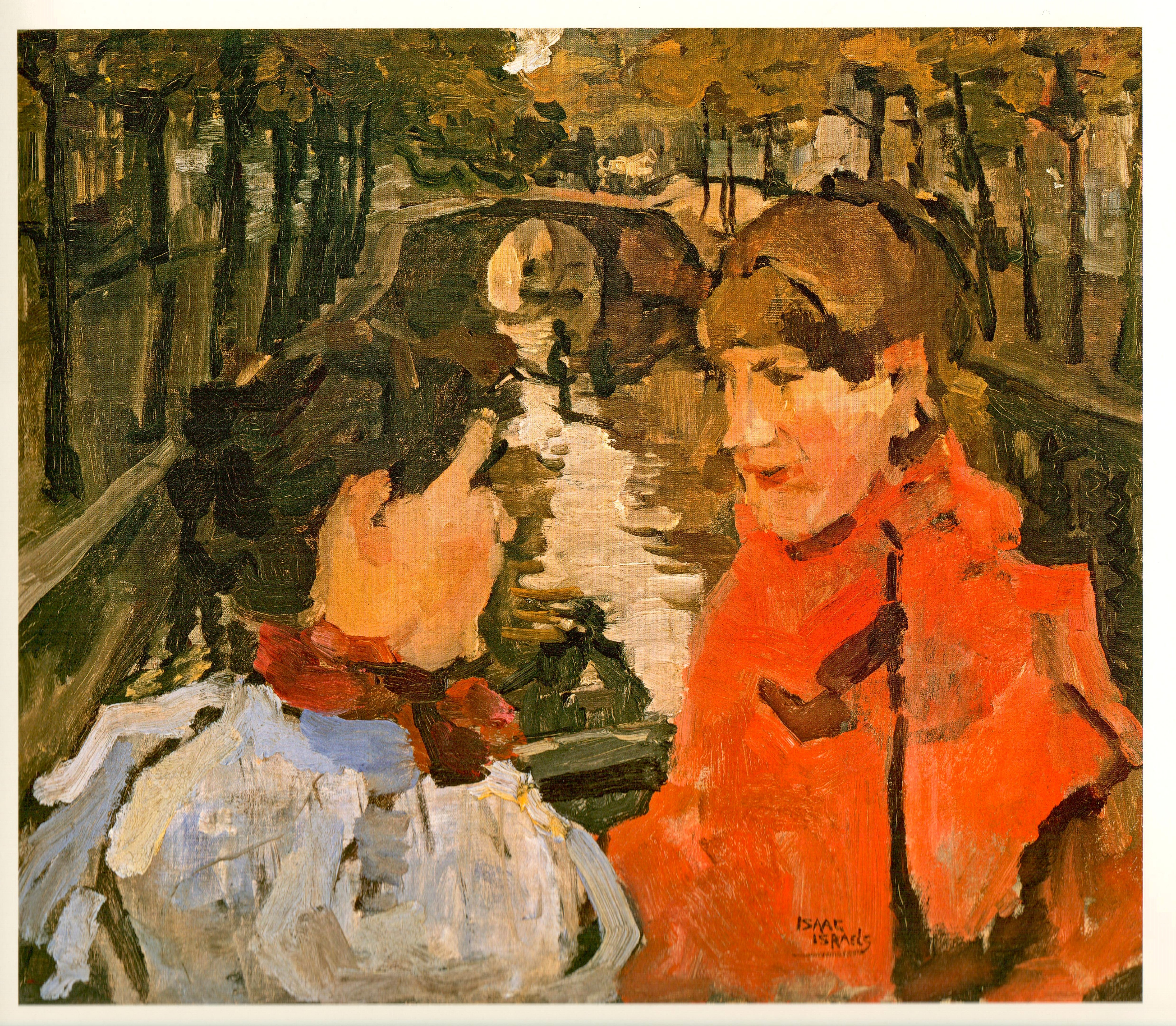
Zwei Arbeiterinnen auf der Brücke der Herengracht in Höhe der Leidsegracht, undat., Privatsammlung

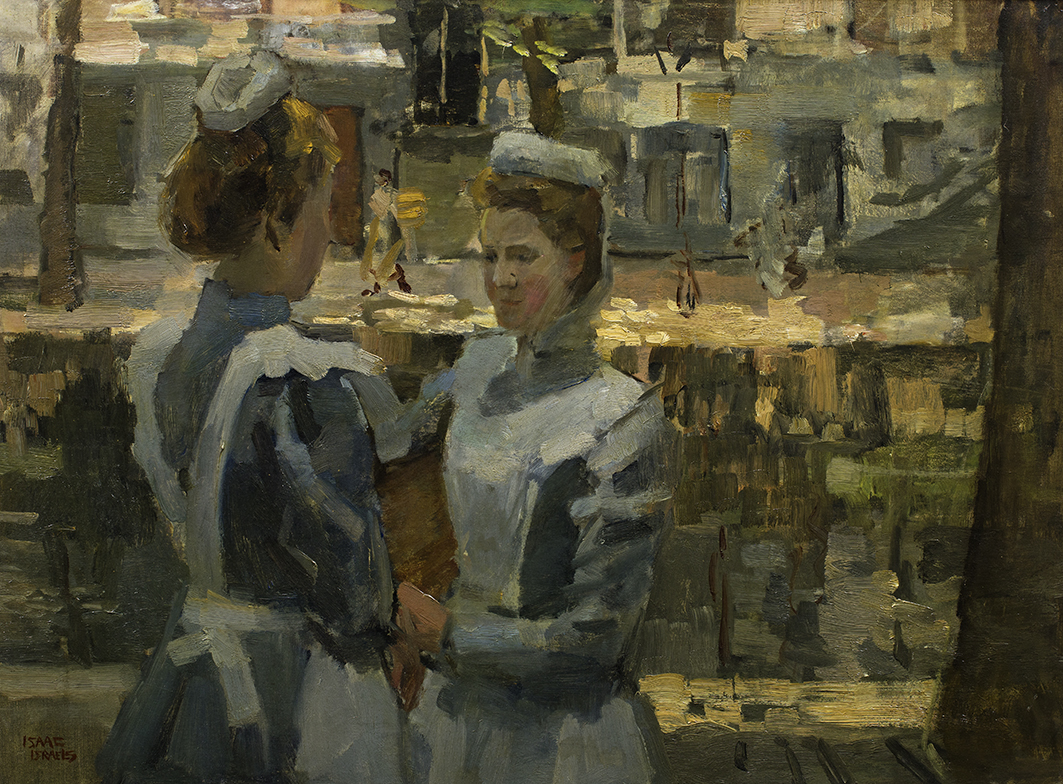
Zwei Dienstmädchen an einer Amsterdamer Gracht, 1894, Groninger Museum

1894 schilderte ein Reporter des Nieuwe Rotterdamsche Courant, wie Israels „mit seiner Staffelei auf der Brücke […] an der Herengracht in der Nähe der Leidsegracht stand und dort unter blauem Himmel an seinem Gemälde Dagmeisjes arbeitete, von dem ein modifizierter Prototyp in der Arti-Ausstellung zu sehen ist; alle Vorbeigehenden hielten inne, um dem Künstler bei der Arbeit zuzusehen, in der ersten Reihe die unvermeidlichen Jungen vom Metzger und vom Krämer. Doch nur die Mädchen, mit dem Kanal im Hintergrund, sind auf dem Bild zu sehen.“
Die Kritiker der Ausstellung waren höchst unterschiedlicher Ansicht, was die Qualität des Werkes anging. Die einen beklagten die allzu große Kühnheit des Malers, seinen Bruch mit den traditionellen Regeln der Perspektivlehre sowie die scheinbare Körperlosigkeit der Modelle. Der Rezensent des NRC dagegen lobte die ungewöhnliche Frische und Heiterkeit der Szene und die Unverfälschtheit der Natur, die in den Formen und Zügen der einfachen Volkes zu erkennen sei. Anschließend ergänzte er die Schilderung der vorausgegangenen Woche bezüglich der Malweise Israëls‘: Er lasse Mädchen, die sich gegen ein geringes Entgelt dazu bereit erklärten, sich selbst posieren und male los. Dabei kümmere er sich nicht um das Gedränge um ihn herum, sondern konzentriere sich ganz auf seine Arbeit. „Ich glaube nicht, dass er irgendetwas retuschiert, wenn er mit einer solchen Studie nach Hause kommt. Und ich glaube auch, dass es gefährlich wäre. Alles andere würde jeden Funken Leben darin auslöschen.“
Die Lizenz zum Malen auf der Straße hatte die Stadt Amsterdam dem Künstler bereits 1891 erteilt. Doch beantragte er sie im Oktober 1894 erneut, nachdem er herausgefunden hatte, dass die Passanten zu skizzieren ihn wirklich erfüllte. Im Frühjahr 1894 war in einer Amsterdamer Wochenzeitschrift ein enthusiastischer Artikel mit dem Titel „Straßenleben gezeichnet“ (Straatleven geteekend) über einige schwarze Kreidestudien Amsterdamer Stadtansichten von Israëls erschienen. Von drei im August/September des Jahres auf der 19. Ausstellung der Hollandsche Teekenmaatschappij im Pulchri Studio gezeigten Blättern, wurden zwei verkauft. Auf einer Liste für die Ausstellung im September/Oktober des Nederlandsche Etsclub standen elf Zeichnungen von Israëls.
Auch das Gemälde im Groninger Museum wird auf das Jahr 1894 datiert. Ob es tatsächlich vor Ort entstand oder ob Israëls zunächst eine Skizze anfertigte, um sie im Atelier umzusetzen, ist nicht eindeutig auszumachen. Einerseits wirkt die Darstellung momenthaft, spontan, wie ein Schnappschuss. Die für seine Pleinair-Malerei so typische hellere Farbpalette  liegt jedoch noch nicht vor.

### Modelle auf der Straße

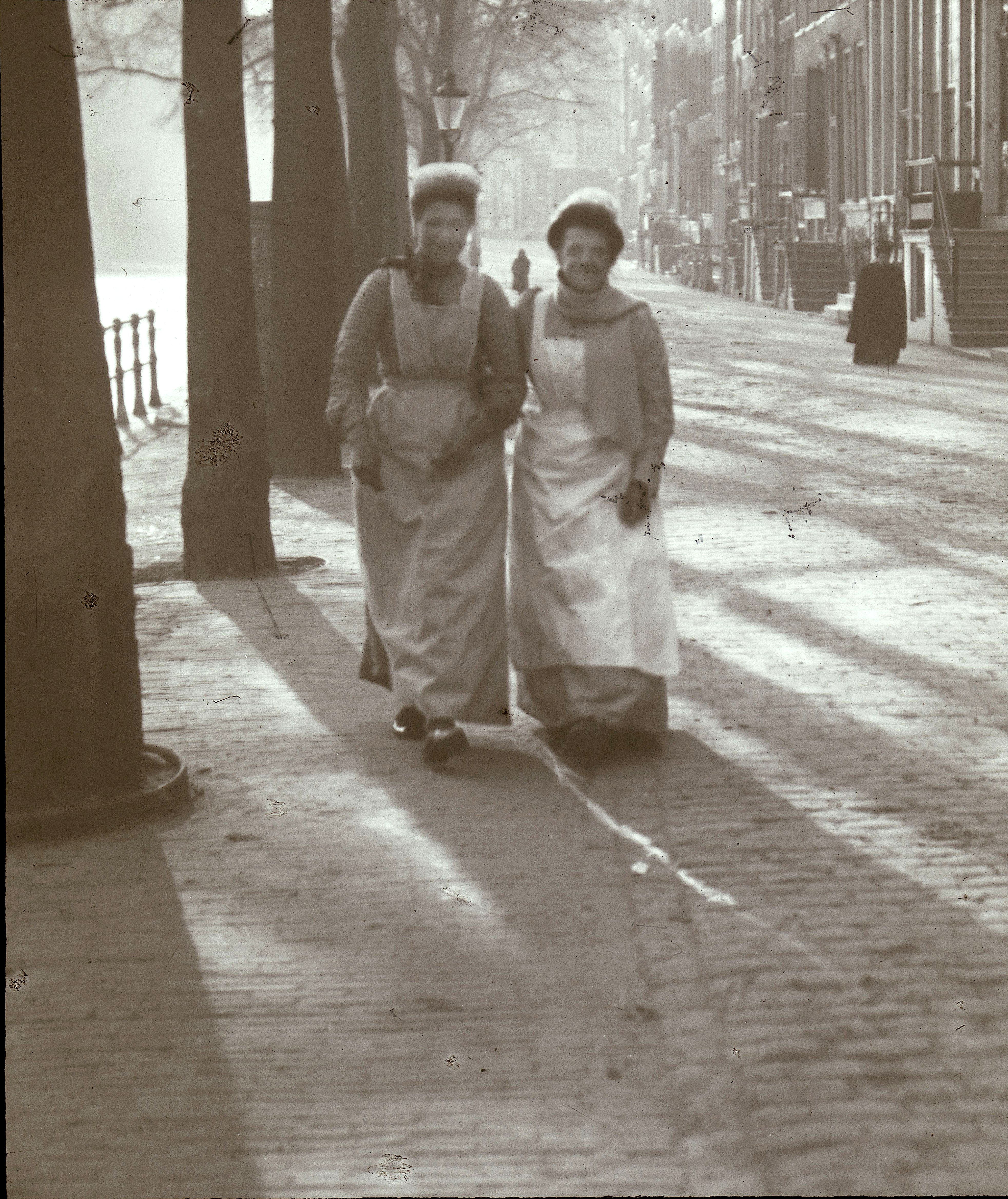
Bernard F. Eilers, Dienstmeisjes beim Sonntagmorgen-Spaziergang (1907–1909)

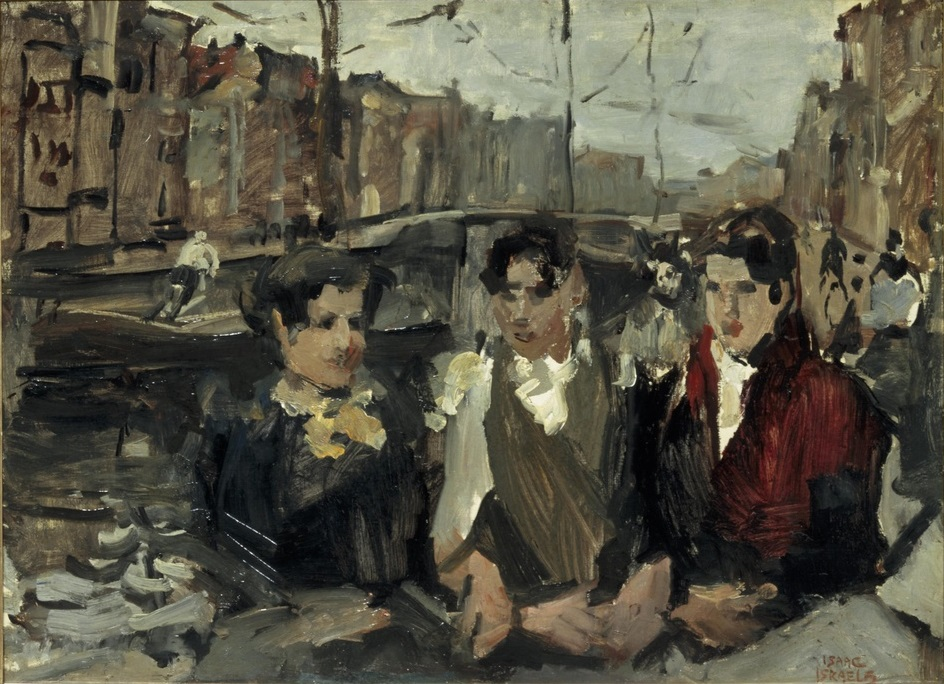
Fabrikmädchen an der Prinsengracht in Amsterdam, ca. 1894, Centraal Museum Utrecht

„Tagesmädchen“ (dagmeisje) ist die Bezeichnung für ein „Dienstmädchen“ (dienstmeisje) bzw. eine „Dienstbotin (dienstbode), die nur tagsüber oder einen Teil des Tages im Dienst ist.“ Als Haushaltsgeräte wie Waschmaschinen, Staubsauger und Gasherde noch fehlten, war die Einstellung einer Haushaltshilfe für die Wohlhabenderen Hollands eine Selbstverständlichkeit. Viele dienstmeisjes versorgten neben dem Haushalt auch die Kinder und erledigten Bodengänge. An ihren Tüllmützen (tulen mutsjes) erkennbar, waren die Frauen wohl schon immer Teil des Amsterdamer Straßenbildes. Ins Blickfeld gerückt wurden sie jedoch erst mit der Erfindung der Fotografie, insbesondere durch Aufnahmen der Fotopioniere Jacob Olie und Bernard F. Eilers.
Es ist davon auszugehen, dass die auf der Straße angetroffenen Dienstbotinnen eher selten zum Modellstehen bereit waren. Anders wird es bei den in der Gegend tätigen Werkstatt- und Fabrikarbeiterinnen gewesen sein. Vor allem die Waspitten genannten Arbeiterinnen der Königlichen Wachskerzenfabrik an der Boerenwetering-Gracht verdienten sich immer gerne ein kleines Zubrot, indem sie für den Maler posierten. Viele der hierbei entstandenen Zeichnungen sind in den Skizzenbüchern Israëls‘ oder als lose Blätter erhalten. Die zweckorientierte,  schmucklose Kleidung, das hochgesteckte Haar und das häufige Fehlen einer Kopfbedeckung weist die Frauen als „Repräsentantinnen des einfachen Milieus“ aus. In den meisten Fällen lassen die Häuserzeilen und Brücken zudem eine Ortsbestimmung zu. Dass es sich bei den Skizzen um Vorstudien zu späteren Aquarellen oder Gemälden handelte, lassen Farbangaben auf der Zeichnung im Skizzenbuch 70 des Kunstmuseums Den Haag erkennen.

Drei Frauen spazieren eine Gracht entlang, undat.
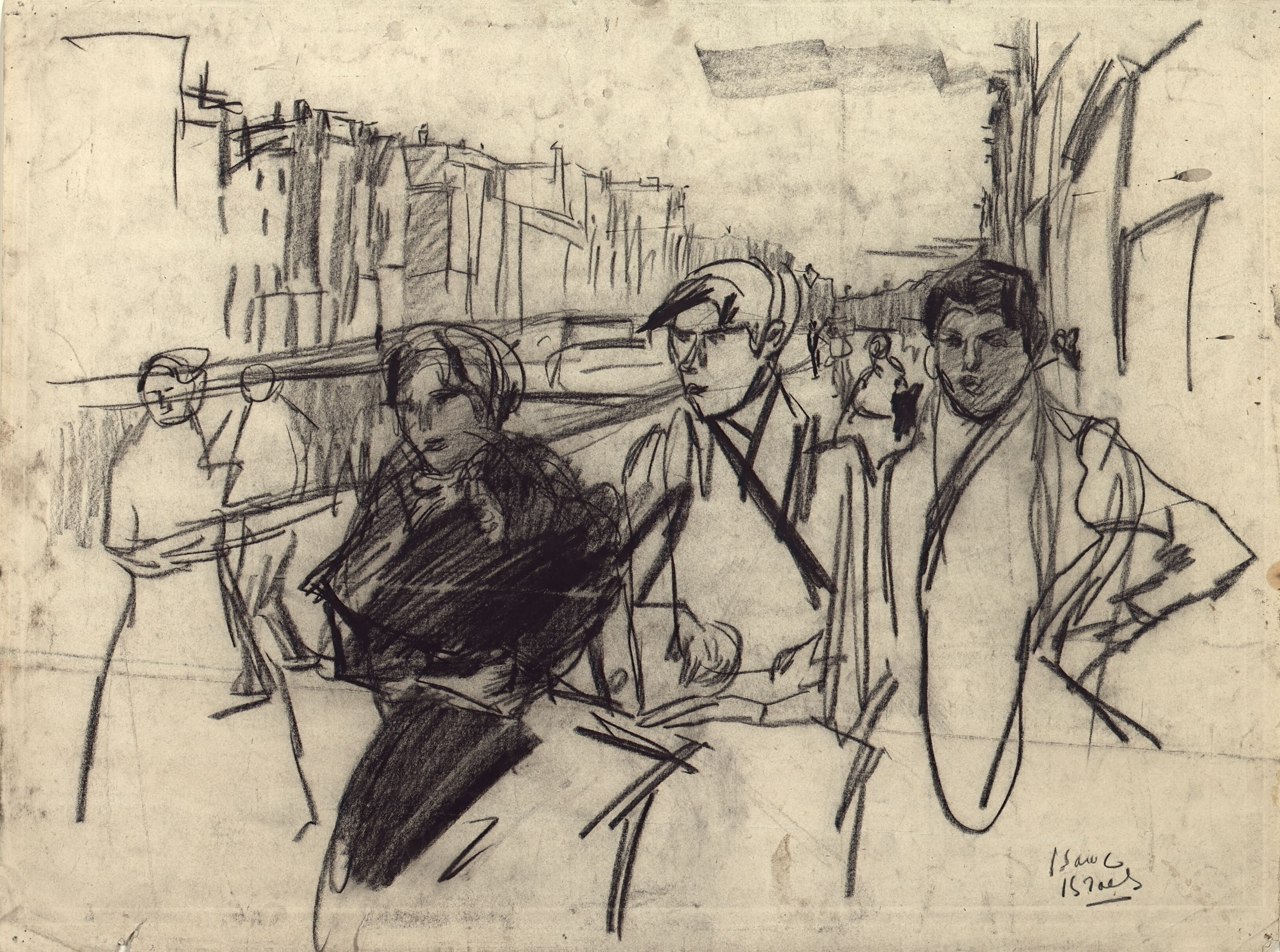
Drei Arbeiterinnen der Wachskerzenfabrik an der Prinsengracht, 1894
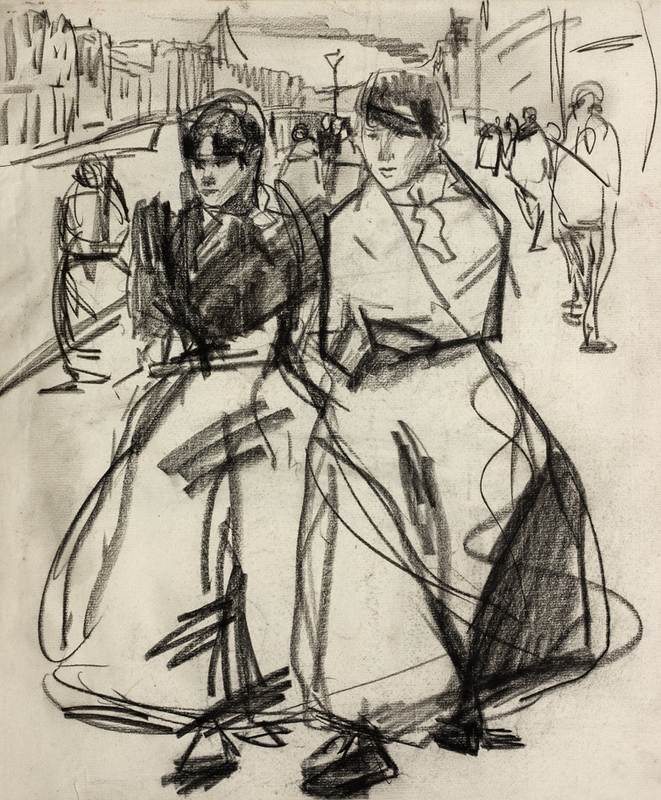
Zwei Frauen spazieren eine Gracht entlang, nach 1885
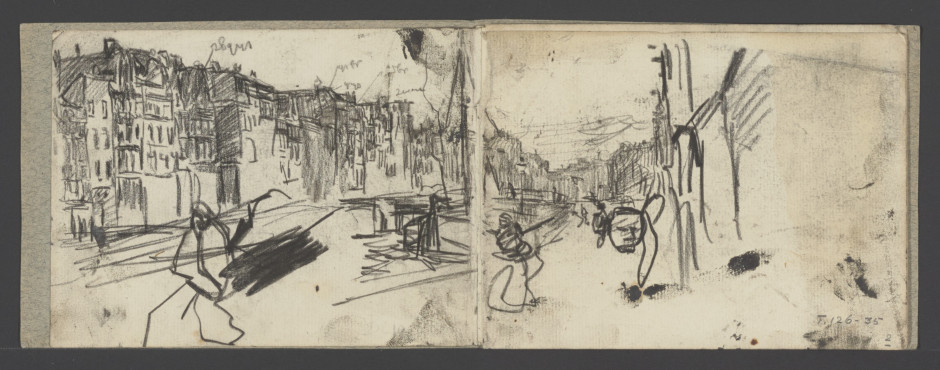
Häuserzeile an einer Amsterdamer Gracht mit Farbnotizen, 1891–1893

Das Motiv an einer Gracht entlanggehender junger Frauen griff Israëls wiederholt auf – wie die Ölgemälde im Centraal Museum Utrecht und in Privatbesitz zeigen. Hier wie auch bei den Zeichnungen spazieren die Personen zumeist Arm in Arm oder zumindest dicht aneinandergeschmiegt, andernfalls  wären sie das Risiko eingegangen, für Straßenprostituierte gehalten zu werden. Dem entsprechend ist die Anordnung der Personen auf dem Gemälde zu verstehen. Bei den Dargestellten handelt es sich dagegen „wahrscheinlich um zwei Angestellte einer Fabrik“. Die Frisuren unterscheiden sich nicht von denen der fabrieksmeisjes, die Kleidung jedoch ist etwas gediegener als auf ähnlich komponierten Bildwerken. Eine eindeutige Festlegung ihrer Stellung erfolgt in der Literatur nicht.
Entlang der Amsterdamer Grachten lagen im späten 19. und frühen 20. Jahrhundert zahlreiche Fabriken und Werkstätten. An der Lijnbaansgracht beispielsweise existierte bis 1920 eine Zuckerraffinerie (suikerraffinaderij), an der nahegelegenen Prinsengracht bis in die 1940er-Jahre eine Molkerei (melkfabriek).

## Kunsthistorische Einordnung
Israëls war 1887 von Den Haag nach Amsterdam übergesiedelt und zusammen mit seinem Studienfreund George Hendrik Breitner in den Kreis der Literatengruppe „Achtziger“ (Tachtigers) aufgenommen worden. Dort traf er auf den Schriftsteller und Literaturkritiker Frans Erens, mit dem ihn fortan eine lebenslange Freundschaft verband. Um Anregungen für ihr Schaffen zu sammeln, schlenderten sie am Abend gemeinsam durch Amsterdam und genossen das Stadtleben in vollen Zügen. Für Israëls war es eine Zeit der Neuorientierung. Stets mit einem Skizzenbuch ausgestattet, hielt er alles in seiner Nähe fest. Doch obwohl er geradezu verbissen arbeitete, stellte er zwischen 1887 und 1894 so gut wie nichts aus.
In dieser Schaffensphase entstand auch das Gemälde Zwei Mädchen an der Lijnbaansgracht in Amsterdam. Bilder wie dieses machen die Abkehr der jungen Künstler von der Haager Schule deutlich. Ähnlich wie Breitners Werke zeigen auch Israëls Bilder angeschnittene Figuren, ein graubraunes oder grauschwarzes Kolorit und einen lockeren, breiten Pinselstrich. Die Wiedergabe des Eindrucks war den Künstlern wichtiger als die Details. „Indem sie das moderne Leben in seiner Schönheit und Hässlichkeit darstellten und sich damit dem Geschmack der Kritiker und Käufer widersetzten, wurden Breitner und Israels die führenden Repräsentanten des Amsterdamer Impressionismus, der ersten Avantgardebewegung der niederländischen Malerei.“

## Bildtitel, Provenienz und Ausstellungen
Für die deutschsprachige Fassung des Bildtitels gibt es verschiedene Varianten: „Mädchen“ entstammt dem Katalog zur Wanderausstellung 2015–2017, der aus dem Niederländischen übersetzt wurde. Das Potsdamer Museum Barberini listet die beiden dargestellten Personen im Katalog als „Frauen“. Ob parallel zum niederländischen „meiden“ bzw. englischen „maids“ das deutsche „Maiden“ oder – zeitgemäßer – „junge Frauen“ besser zutrifft, wäre noch zu diskutieren.
Das Kunstwerk befindet sich seit 1985 im Groninger Museum und wird dort unter der Inventarnummer 1985.0453 geführt. Es ist Teil der Sammlung Veendorp und eine Dauerleihgabe des 1966 eingerichteten J.B. Scholtenfonds. Weder das Museum noch das RKD – Nederlands Instituut voor Kunstgeschiedenis oder der Katalog zur Wanderausstellung der Sammlung Veendorp führen eine weitere Provenienz auf.
Ausstellungen (Auswahl)
- Den Haag 2007 (Museum Panorama Mesdag)
- Den Haag 2008 (Gemeentemuseum, heute Kunstmuseum Den Haag)
- Groningen 2012–2014 (Groninger Museum)
- Wanderausstellung: Lübeck 2015 (Museum Behnhaus Drägerhaus), Würzburg 2016 (Museum im Kulturspeicher), Freiburg 2016 (Augustinermuseum), Aachen 2016–2017 (Suermondt-Ludwig-Museum)
- Den Haag 2020 (Kunstmuseum)
- Potsdam 2023 (Museum Barberini)